# سري باشا
سري باشا

```
(
كريت
 1260ه‍/1844م - 24 جمادي الآخرة 1313ه‍/ 11 ديسمبر 1895م) سياسي عثماني اصبح والياً على بغداد للفترة من 1889-1890م، خلفاً للوالي مصطفى عاصم باشا، وعند انتهاء ولايته ونقله إلى 
ديار بكر
 خلفه الوالي 
الحاج حسن رفيق باشا
.
```

## توليه المنصب والوزارة
نال المنصب الوالي سري باشا في 29 ربيع الأول 1307ه‍/22 نوفمبر 1889م.وكان والي (أظنة) وقدم بغداد في 20 جمادي الأولى واجريت المراسيم حسب الأصول المعتادة من الأمراء والأعيان، فهنأوه.ثم ورد منشور الوزارة يوم 25 منه، فقرئ بمراسيمه المعتادة.

## من المهنأين
الأساتذة جميل صدقي الزهاوي وأمين الفتوى وعبد الوهاب النائب وحمد سعيد التميمي وطه الشواف مفتي سامراء وآخرين.

## سدة الهندية
أصل الهندية ترعة معروفة حفرتها أميرة هندية عند زيارتها إلى النجف فشقت هذه الترعة على نفقتها ليشرب الناس. وأخذت تسمى نهر الهندية لشهرتها.
وعندما انحسرت المياه عنها واستغاثوا أهل الحلة بالويل والثبور، فانصرف الولاة لاعادة الحالة فكانت اعمالهم غير مجدية رغم النفقات الكبيرة.
وكان اكبر هم هذا الوالي ان يتم سدة الهندية على يديه فاستغرقت هذه المهمة غالب أوقاته. وكان اهتمامه بها كبيراً، وعناؤه وعنايته لا يوصفان.
وقد أجريت مقاولة من قبل السفارة العثمانية في باريس
مع المهندس (شوندرفر) ومعاونه (تيودور دروان)، بناء على الاشعار الواقع من الولاية لنظارتي الخزانة الخاصة والنافعة، ليجريا الكشف وإزالة الموانع ولينظروا في عمل سدة الهندية. ورغم النفقات بقي الوالي مهتما بأمر سدة الهندية. واخيراً احتفل بافتتاحها في 11 ربيع الأول سنة 1308ه‍/24 أكتوبر 1890م.

## احداث
- أبدى الوالي ان سينظر في صورة تسوية للرواتب المتراكمة للموظفين الذين يقاسون الضائقة لعدم تأمين رواتبهم وعلى الأخص الشرطة.
- صدرت الارادة السنية بتخصيص الأوقاف المندرسة للمدارس الإبتدائية.
- تأسست مطبعة في ولاية البصرة. وصدرت جريدة البصرة باللغتين التركية والعربية، تحت امتياز الأديب الكاتب محمد علي أفندي مميز المحاسبة في ولاية البصرة، وردت بغداد نسختها الأولى فكانت روضة أدب تقر بها النواظر.
- صدر أمر الوالي باعطاء الأيتام والأرامل رواتبهم، فمدحه عبد الوهاب النائب بقصيدة.
- افتتح مكتب الحميدية يوم السبت 1 شعبان سنة 1307ه‍/22 مارس 1890م، في محلة جديد حسن باشا.
- الإفتاء في بغداد: عهد إلى محمد سعيد ابن الأستاذ محمد فيضي الزهاوي بالافتاء، وصدرت الارادة الملكية.
- تكونت (ناحية بني أسد) في لواء المنتفق.
- صدرت الارادة بتجديد دوبات جسر بغداد وصرف 13800 قرش.
- جمعت للمكتب الرشدي العسكري مبالغ إعانة من اهل الحمية وهو محتاج الثمانين أو السبعين الف قرش فتشكلت لجنة جمعت مقدارا منه.
- توجه طلاب الإعدادي العسكري إلى إسطنبول وهم 14 تلميذا، واجري الاحتفال لتوديعهم.
- اكمل بناء الإعدادي الملكي واعد له من المدرسين ما يلزم ثم اجري رسم افتتاحه.
- البابية:

بذر هؤلاء بذرة سياسية من طريق الدين وكانت آمالهم إيرانية صرفة. وهي فرقة من الباطنية ادعى مؤسسها انه الباب للمهدي ثم قال انه المهدي نفسه ثم ادعى النبوة. حكم على بعض اتباعه بالإعدام في ايران وفر الاخرون إلى بغداد ونفي بعضهم.
واسم رئيسهم (محمد علي) المعروف بالباب، وهو المسمى اخيراً باسم (البهاء).
وكانت لهم حسينية أقيمت عليها دعاوى أمام المحاكم وسجلت وقفاً.

## مؤلفات سري باشا
- سر قرآن.
- أحسن القصص.
- سر فرقان.
- سر تنزيل.
- سر استوا.

وهذه المؤلفات اتخذ فيها تفسير الفخري الرازي اصلا، فترجم السور، وفسرها.
- (رؤيت باري حقنده) رسالة.
- (شرح عقائد وحاشية لرينك ترجمه سي).ترجم العقائد النسفية وشرحها وحواشيها لعصام والسيلكوتي وغيرها.
- نقد الكلام في عقائد الإسلام. عقائد منقحة ومختصرة من تلك الآثار المذكورة.
- آراء ملل. في الفرق.
- روح. بين فيها أقوال بعض العلماء والمتكلمين.
- نور الهدى لمن استهدى. في ابطال الاقانيم الثلاثة، وعيّن تحريف الأناجيل المتداولة في الأيدي.
- مكتوبات سري. اورد نصوص ما كتب من رسائل وكتب رسمية وغير رسمية مما يتعلق ببغداد أو بالعراق وغيرهما. وهو في ثلاثة أجزاء.
- غلطات. وهذه تكملة لرسالة الاغلاط لابن كمال. وللوزير الفاضل منيف باشا تقريظ مهم لها.
- سر إنسان.
- نمونه عدالت.
- (لك دوقه كين).وهذا في الأخلاق والعادات القديمة للألبانيين (الأرناؤوط).

وهناك ترجمة لحياته في رسالة مطبوعة لدى الأستاذ
محمد علي عيني(زوج ابنته) المتوفي سنة 1946م، وله ابن مهندس في اسطنبول .وكان ورد بغداد لعمل سد الكنعانية.
- وفي أيامه كان في كربلاء والنجف كثيرون يدعون انهم من تبعة إيران. فاعطى الأمر بلزوم مراعاة الحيطة في التحقيق، والتثبت من الأمور.
- لا تخلوا المجالس من ذكره بخير أو شر، ولا يتجرد المرء من ضد. وجل ما علمته من العارفين انه كان موظفاً ملكياً فعالاً. اثنى الكثير على حسن إدارته.[1]